# Diecezja Santiago de María
Diecezja Santiago de María (łac. Dioecesis Sancti Iacobi de Maria) – diecezja Kościoła rzymskokatolickiego w Salwadorze. Należy do metropolii San Salvador. Została erygowana 2 grudnia 1954 roku.

## Ordynariusze
- Francisco José Castro y Ramírez (1956 - 1974)
- Oscar Arnulfo Romero y Galdamez (1974 - 1977)
- Arturo Rivera Damas, S.D.B. (1977 - 1983)
- Rodrigo Orlando Cabrera Cuéllar (1983 - 2016)
- William Ernesto Iraheta Rivera (od 2016)